# アラン・チェルヴィンスキ
アラン・チェルヴィンスキ（Alan Czerwiński、1993年2月2日 - ）は、ポーランド・オルクシュ出身のサッカー選手。レフ・ポズナン所属。ポジションはDF。

## クラブ歴
GKSカトヴィツェでプロデビューを果たし、2017年6月19日、3年契約でザグウェンビェ・ルビンに加入した。
2020年1月10日、レフ・ポズナンに移籍し、3年半契約を交わした。

## 代表歴
2020年10月6日、フィンランド代表との親善試合にてポーランド代表デビューを飾った。